# ديلورين موتور

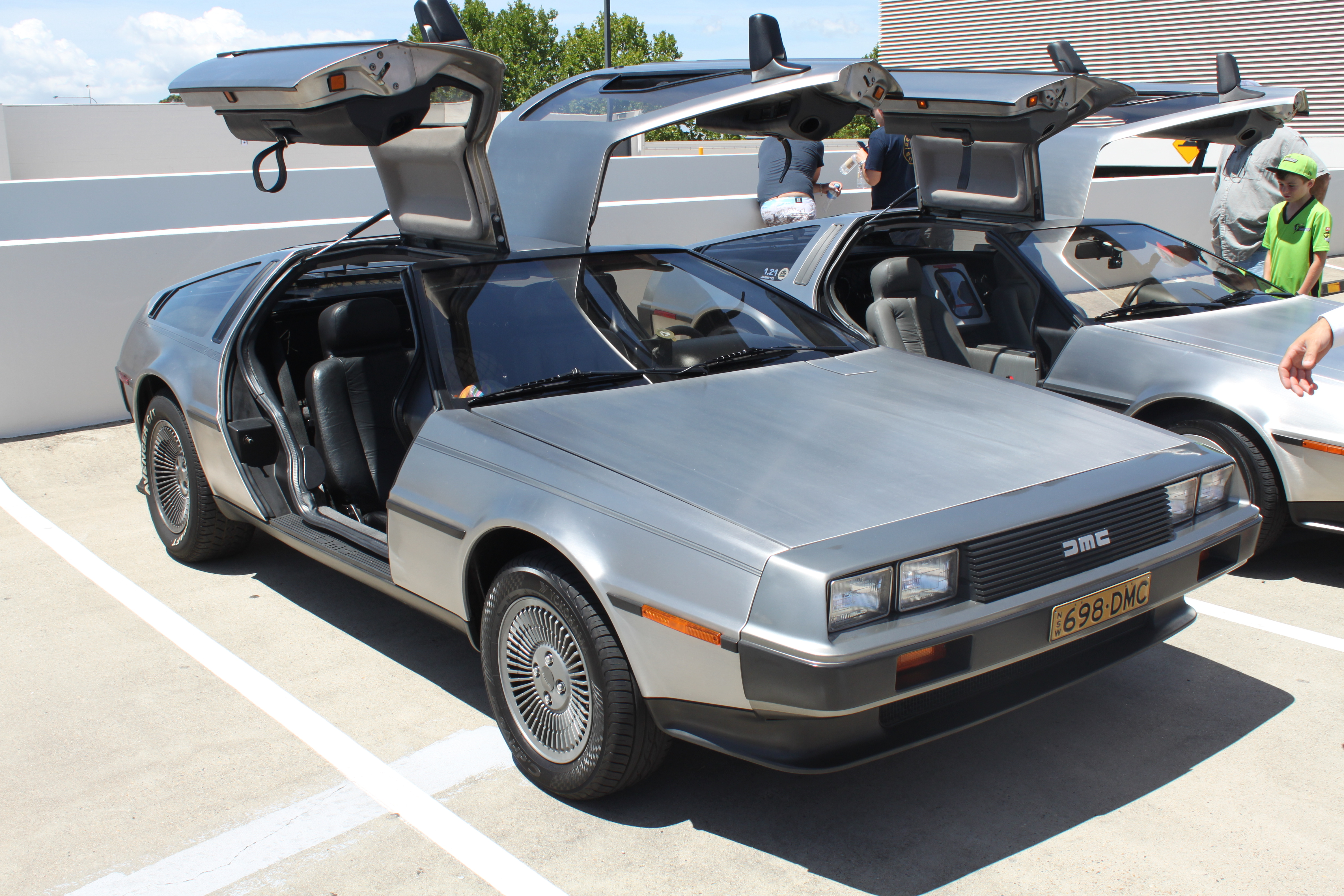
سيارة ديلورين دي إم سي-12

شركة ديلورين موتور (بالإنجليزية: DeLorean Motor Company)‏، هي شركة أمريكية لصناعة السيارات سابقاً، تأسست سنة 1975 على يد مؤسسها جون ديلورين، وأعلنت الشركة إفلاسها رسمياً سنة 1982، وكان ديلورين اشتهر باختراع سيارة ديلوريان دي إم سي-12، والتي روجها في فيلم العودة إلى المستقبل.